# Ruinas
Ruinas település Olaszországban, Szardínia régióban, Oristano megyében. Lakosainak száma 599 fő (2023. január 1.). Ruinas Allai, Asuni, Mogorella, Siamanna, Villaurbana, Samugheo és Villa Sant'Antonio községekkel határos.

## Népesség
A település lakossága az elmúlt években az alábbi módon változott:
| Lakosok száma | 669  | 674  | 599  |
|               | 2017 | 2018 | 2023 |